# Югидйоль
Югидйо́ль або Югид'є́ль (рос. Югыдъёль, Югыдъель) — річка в Республіці Комі, Росія, права притока річки Югид-Вуктил, правої притоки річки Вуктил, правої притоки річки Печора. Протікає територією Троїцько-Печорського району та Вуктильського міського округу.
Перші 2 км річка є кордоном між Троїцько-Печорським районом та Вуктильським міським округом. Потім протікає територією Трроїцько-Печорського району, а нижня течія — на території Вуктильського міського округу. Протікає на південний схід, південний захід, захід та північний захід.